# Kızılçat, Yayladağı
Kızılçat là một xã thuộc huyện Yayladağı, tỉnh Hatay, Thổ Nhĩ Kỳ. Dân số thời điểm năm 2011 là 129 người.